# Eisai
Eisai Co., Ltd. (яп. エーザイ株式会社 э:дзай кабусики-гайся) — японская фармацевтическая компания, входящая в тридцатку крупнейших в мире. Число её сотрудников превышает 10 тыс. человек. Главный офис Eisai расположен в Токио, компания также имеет представительства в США и в Европе (Eisai Europe Limited). В списке крупнейших публичных компаний мира Forbes Global 2000 за 2021 год Eisai заняла 1082-е место (1483-е по размеру выручки, 733-е по чистой прибыли, 964-е по рыночной капитализации).
Исследовательские центры Eisai находятся в Японии, США, Великобритании, а заводы — в Индонезии, Китае, Индии, Японии и в других странах.

## История
В 1941 году была основана компания Nihon Eisai Co. Ltd., а в 1944 она объединилась с научно-исследовательской лабораторией «Сакурагаока». В 1995 году было учреждено Eisai Inc., американское подразделение Eisai Co. В апреле 2007 года компания приобрела американскую Morphotek. В декабре Eisai выкупила онкологическую MGI Pharma за 3.9 млрд $.

## Препараты
- Aciphex/Pariet (рабепразол)
- Actonel (ризедроновая кислота)
- Aloxi (палоносетрон)
- Banzel/Inovelon (руфинамид)
- Fragmin (далтепарин натрия)
- Zonegran (зонисамид)
- Halaven (эрибулин)

Вследствие потери патентной защиты на препарат для лечения болезни Альцгеймера Aricept (донепезил) в США, продажи которого составили в 2010 году 40 % общего показателя компании, Eisai была вынуждена сократить около 20 % (примерно 600) рабочих мест в США, 200 рабочих мест в Европе и 100 в Японии.